# Cordata

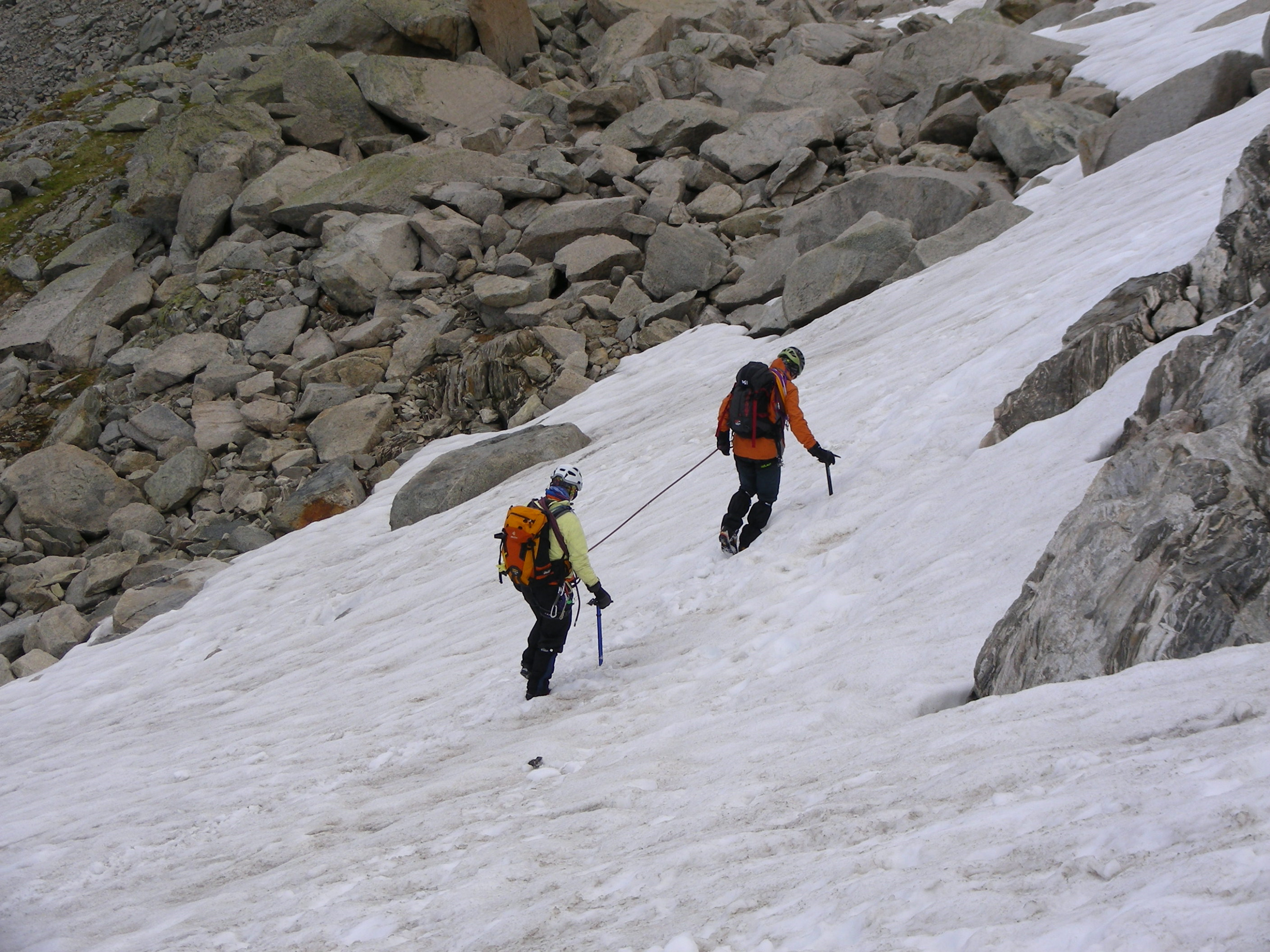
Una cordata in conserva corta di alpinisti su un nevaio

La cordata è un gruppo di due o più arrampicatori o alpinisti che compiono una scalata legati alla medesima corda, permettendo in genere l'abbassamento del rischio.

## Ambiti

### Arrampicata
I pericoli oggettivi e soggettivi presenti in montagna rendono l'arrampicata in solitaria senza assicurazione più rischiosa rispetto all'arrampicata compiuta da più persone che reciprocamente si assicurano: per tale motivo la normale pratica sportiva prevede l'ascensione in cordata.
Il numero di componenti della cordata influenza il modo e la velocità di progressione e le manovre di assicurazione. Tipicamente la cordata è composta da due o tre persone, generalmente il più esperto comanda la cordata assumendo il ruolo di capocordata (o primo di cordata) e avanzando per primo nell'ascensione, seguito dagli altri, detti secondi di cordata.
La progressione della cordata può avvenire per tiri di corda, o in conserva. Nel primo caso un componente della cordata avanza mentre gli altri sono fermi, nel secondo caso si ha il movimento contemporaneo dei componenti. La progressione per tiri di corda è tipica delle ascensioni in parete mentre la progressione in conserva avviene su difficoltà inferiori incontrabili su ghiacciaio, pendii, creste.

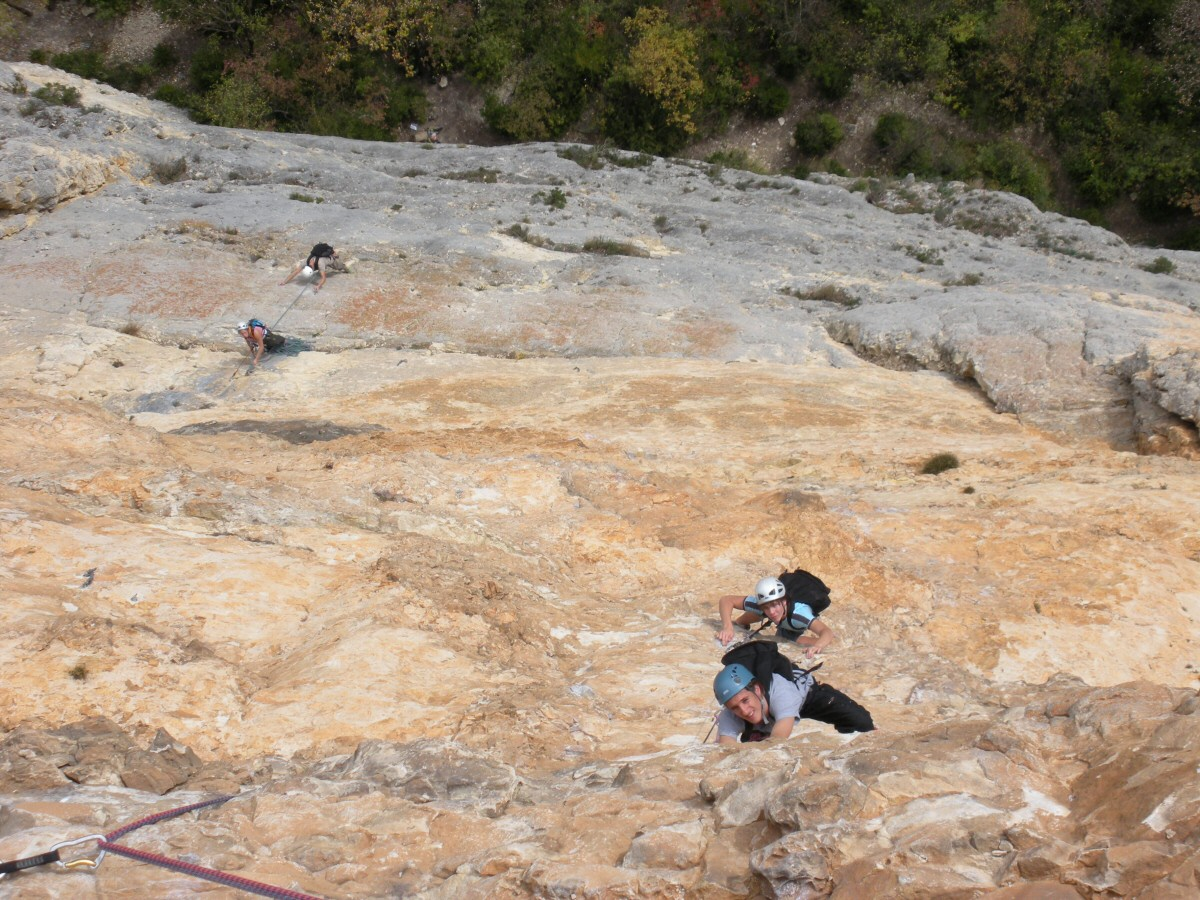
Due diverse cordate di arrampicatori su una via lunga in Francia

La comunicazione tra i componenti della cordata è tipicamente verbale e fa uso di espressioni standard scandite ad alta voce. In certi casi si può avere una comunicazione non verbale basata su segnali fatti tirando la corda.
La scelta dei componenti delle cordate è una fase importante nella pianificazione di una scalata e tiene conto dell'esperienza relativa degli sportivi, della forma fisica, delle loro personalità, dell'affiatamento reciproco.
Una situazione tipica prevede la presenza di due cordate impegnate nella stessa scalata in modo che se una delle due cordate si trova in pericolo, può richiedere aiuto all'altra o al soccorso alpino.

### Alpinismo e scialpinismo
In alpinismo su ghiaccio, roccia e misto la tecnica di avanzamento in cordata può essere:
- con ancoraggi e soste, in parete[3]
- in conserva, su ghiacciaio, pendii e creste[4]

In sci alpinismo la tecnica di avanzamento in cordata è utilizzata sia in salita che in discesa per ridurre il pericolo del singolo di cadere in un crepaccio nascosto di un ghiacciaio.
In alcune situazioni (da valutare con occhi esperti ed attenzione) la tecnica della cordata può essere pericolosa in quanto l'eventuale scivolamento a valle di uno scialpinista, naturalmente non equipaggiato di piccozza e strumenti di ancoraggio di emergenza, lungo un pendio più ripido può trascinare a valle anche gli altri.

### Attività subacquea
Altre attività sportive, come quelle subacquee, prevedono sistemi simili alla cordata, dove più sportivi agiscono coerentemente. Nella subacquea l'equivalente della cordata è la coppia di sommozzatori, il sistema è noto in inglese come buddy system.